# Maman s'est mariée
Pour plus de détails, voir Fiche technique et Distribution.
Maman s’est mariée (Мама вышла замуж, Mama vychla zamuj) est un film soviétique réalisé par Vitali Melnikov, sorti en 1969,.

## Fiche technique
- Titre français : Maman s’est mariée[3]
- Titre original : Мама вышла замуж, Mama vychla zamuj
- Photographie : Dmitri Dolinin
- Musique : Oleg Karavaïtchouk
- Décors : Isaak Kaplan
- Montage : Zinaida Cheïneman